# Bataille de Bressuire (1792)
Pour les articles homonymes, voir Bataille de Bressuire.
Guerre de Vendée
Batailles
La bataille de Bressuire a lieu du 22 au 24 août 1792. Elle s'achève par la victoire des patriotes, qui repoussent une attaque de paysans insurgés contre la ville de Bressuire. L'affrontement constitue un prélude à la guerre de Vendée.

## Prélude
À l'été 1792, l'Assemblée nationale législative décide de lever de nouveaux bataillons de volontaires pour s'opposer aux forces de la coalition. La décision provoque cependant de nombreux mécontentements dans le nord-ouest de la France, où des révoltes éclatent entre juillet et septembre dans les régions de Fouesnant et Carhaix, dans le Finistère, de Lannion et Pontrieux, dans les Côtes-du-Nord, et à Saint-Ouën-des-Toits, en Mayenne.
Une insurrection contre la levée éclate également en août dans le district de Châtillon, au nord-ouest du département des Deux-Sèvres. Plus de quatre-vingts paroisses prennent les armes et le nombre des insurgés est évalué entre 6 000 et 7 000,,. Plusieurs portent la cocarde blanche. Adrien-Joseph Delouche, ancien maire de Bressuire, « armé de deux pistolets, d'un sabre et d'un bâton au bout duquel il y avait une petite fourche de fer », prend la tête de la révolte,,,,. Quelques nobles se joignent à lui : Gabriel Baudry d'Asson, Louis-Joseph de Calais, François de Richeteau, un Monsieur de Feu,, et peut-être Gabriel Marie Guerry de La Vergne.
À l'appel du tocsin, les insurgés se rassemblent à Pugny. Le 19 août, ils s'emparent de Moncoutant-sur-Sèvre, où ils dévastent la maison de Pinchaud, l'administrateur du département,,,. Le 21, ils se rendent maîtres de Cerizay et pillent la maison du prêtre constitutionnel,,.

## Déroulement

### Combats à Châtillon
Le 22 août, à sept heures du matin, les insurgés envahissent Châtillon sans rencontrer de résistance,,,. Les locaux du district sont saccagés et les papiers publics sont brûlés,,. Le maire de la ville rejoint les rebelles, peut-être sous la contrainte. Les paysans se remettent ensuite en marche en direction de l'est pour attaquer la ville Bressuire,.
Cependant, à 11 heures du matin, un détachement de 85 gardes nationaux, gendarmes et volontaires de Cholet commandés par le lieutenant Boisard arrive devant Châtillon par le nord. Les patriotes ne rencontrent que « deux pelotons » d'insurgés sur les hauteurs du bourg. Un tir de canon leur tue deux hommes et suffit à mettre les autres en fuite. Le détachement de Boisard réinvestit Châtillon, puis s'engage sur la route de Bressuire, où il rencontre l'arrière-garde de l'armée insurgée près du bourg de Rorthais. L'affrontement tourne à l'avantage des patriotes, mais Boisard est contraint d'interrompre la poursuite à cause de la fatigue de ses hommes. Il regagne Châtillon dans la journée avec sa troupe et 24 à 26 prisonniers,. Ce premier combat fait 22 morts chez les insurgés, contre un gendarme tué et quatre gardes nationaux blessés côté patriote.

### Combats à Bressuire
Les combats à Bressuire durent trois jours, du 22 au 24 août 1792,,,,. Peuplée d'environ 2 000 habitants, la petite ville ne dispose pour sa défense que de sa garde nationale, la gendarmerie de Thouars, Airvault et Argenton-Château, et 120 gardes nationaux d'Airvault et Saint-Loup tout juste arrivés. Lorsque les forces de Delouche et Baudry d'Asson arrivent aux abords de la ville, ils surprennent en route une partie de la garnison sortie par la porte du Poirier pour aller porter secours à Châtillon. L'affrontement dure deux heures, mais les paysans, mal armés et indisciplinés, sont contenus et l'arrivée en renfort de 160 gardes nationaux de Thouars et Parthenay avec deux canons donne l'avantage aux patriotes. L'assaut est repoussé, les paysans laissent plusieurs morts et 20 à 25 prisonniers, contre quatre à cinq tués chez les patriotes,.
Le lendemain, les troupes de Delouche et Baudry d'Asson sont renforcées à midi par les paysans de Nueil, Les Aubiers, Noirlieu et Chambroutet, menés par Richeteau, Calais, de Feu et Cousseau. Ces derniers se déploient à la Tonnelle du Petit Sergent, d'où ils menacent la porte de la Bâte, au nord de la ville. Au sud, un autre rassemblement mené par la Saumorière prend position à Terves. Delouche et Baudry d'Asson continuent également de tenir leurs troupes à l'ouest de la ville. Un deuxième assaut est lancé dans l'après-midi. Assez long mais peu meurtrier, il est également repoussé. Le soir, quatre parlementaires sortent de la ville et se présentent aux chefs insurgés. De Feu, Cousseau et Richardin acceptent de faire retirer leurs troupes et d'entrer dans la ville en qualité de commissaire afin de tenir une conférence. De Feu et Cousseau consentent à demeurer à l'intérieur de la ville en tant qu'otages, tandis que Richardin s'assurera du retrait des troupes.
Le troisième jour cependant, la troupe de Baudry d'Asson se déploie vers midi au moulin de Cornet, au sud de Bressuire, pour un troisième assaut,. À onze heures, un émissaire de Parthenay, Baudeau, chirurgien, est tué d'un coup de fusil alors qu'il approchait de Bressuire pour annoncer l'arrivée de renforts. À quatre ou cinq heures du soir, les paysans sont effectivement surpris sur leur arrières par des renforts patriotes qui apparaissent sur les hauteurs du Cornet. Deux compagnies de marine de Rochefort avec deux pièces d'artillerie, 34 gendarmes et quatre compagnies de gardes nationaux de Niort, La Mothe-Saint-Héray, Saint-Maxent et Parthenay engagent alors le combat, menés par le commandant Pierre Baugier et les commissaires Costis et Duchâtel. Surpris et pour la plupart dépourvus d'armes à feu, les paysans paniquent aux premiers coups de canons et sont mis en complète déroute,.
Les insurgés renoncent alors à poursuivre leurs attaques, d'autant que des renforts affluent de toutes parts pour venir aux secours des défenseurs. Le 25 août, des gardes nationaux de Nantes, Angers Niort, Saint-Maixent, Parthenay, Thouars, Airvault, Poitiers et Loudun font leur entrée à Bressuire,,. À Châtillon, Boisard est renforcé par les gardes nationales de Cholet, Chemillé, Beaupréau, Vezins, Saint-Macaire et du May. Le 24 août, un bataillon de volontaires nantais en route pour Nîmes est intercepté à Chantonnay par un détachement de garde nationaux de Fontenay-le-Comte menés par le commissaire André Mercier du Rocher,. Forts initialement de 1 000 hommes, les patriotes sont 3 000 au dernier jour de la bataille,. Arrivé après la fin des combats, Mercier du Rocher estime dans ses mémoires que jusqu'à 15 000 hommes en armes sont entassés à Bressuire dans les jours qui suivent.

## Pertes
Le bilan du combat varie selon les sources. Dans un rapport daté du 26 août, le lieutenant Boisard donne un bilan de 200 morts et 80 prisonniers du côté des insurgés, contre 15 morts et 20 blessés pour les patriotes,,. Dans un rapport adressé le 30 septembre au Conseil exécutif provisoire, les commissaires François-Xavier Audouin et Charles-Louis Loiseau-Grandmaison donnent un bilan de 600 tués pour les insurgés, contre dix tués et cinquante blessés pour les patriotes,. Un administrateur du département des Deux-Sèvres fait mention de 300 paysans tués dans une lettre adressée à un député du département, insérée au Moniteur du 13 septembre 1792. Le district de Bressuire évoque 600 morts dans une lettre datée du 25 septembre 1792, tandis que le député Louis Joseph Richou parle de 500 tués dans une lettre datée du 29 octobre 1792. André Mercier du Rocher, commissaire du département de la Vendée, évoque 500 rebelles et 50 patriotes tués dans un courrier adressé au ministre de l'Intérieur Jean-Marie Roland de La Platière,. Cependant, il donne un bilan moins important dans ses mémoires, où il déclare avoir « fait compter les cadavres » au pont de Cornet : « il y en avait environ cent »,. Dans ses mémoires, la marquise de La Rochejaquelein fait état d'une centaine de tués et de 500 prisonniers pour les insurgés,.

## Répression
Après les combats, des cadavres de paysans sont mutilés par des gardes nationaux qui exhibent des colliers et des couronnes d'oreilles et de nez coupés,. Le fait est rapporté par la marquise de La Rochejaquelein qui écrit dans ses mémoires que « c'est à cette affaire que la garde nationale de Thouars fit son apprentissage de barbarie ; à leur entrée dans la ville, presque tous ceux qui la composaient apportaient des oreilles, des nez des malheureux qu'ils avaient massacré, quoiqu'ils fussent sans armes »,. Ce récit est confirmé par Mercier du Rocher dans une note rédigée en 1815 : « Ce fait est vrai : J'ai fait moi-même jeter dans une fosse de cimetière, par un paysan patriote, une oreille qui lui servait de cocarde ».
La plupart des chefs rebelles parviennent à s'enfuir mais quelques-uns sont arrêtés. De Feu et Cousseau sont fusillés le 25 août sur la place du Marché, après une condamnation sommaire prononcée « hors des termes de la loi » par des gardes nationaux formés en cour martiale. François de Richeteau aurait été fusillé à Thouars le 28 août 1792,. Adrien-Joseph Delouche s'enfuit à Nantes le 27 août, où il est reconnu et arrêté le 16 septembre,,. Jugé le 18 novembre 1792, il est condamné à mort par le tribunal de Niort, mais l'arrêt est annulé le 9 février 1792 par la cour de cassation,,. Gardé en détention, il publie une brochure dans laquelle il renie ses opinions contre-révolutionnaires. Il trouve la mort en prison, de maladie,. Gabriel Baudry d'Asson se réfugie quant à lui dans un souterrain, près de son château de Brachain, dans la commune de Saint-Marsault, où il se cache jusqu'en février 1793,.
La répression contre les paysans, alors qualifiés de « frères égarés », est limitée. Après la journée du 24 août, 58 personnes sont arrêtées dans les environs de Bressuire et conduites dans les prisons de Niort. En octobre 1792, la plupart des prisonniers faits à Châtillon et Bressuire sont libérés sans jugement. Le 5 février 1793, le tribunal criminel des Deux-Sèvres prononce 40 acquittements. Seuls trois hommes — Pierre Chamarre, de Terves, journalier, Louis Bellotron, de Moncoutant, domestique, et René Fournée, chirurgien, de Voultegon — sont condamnés à mort et guillotinés à Niort le 25 avril 1793,.

## Conséquences
Le 30 août, l'Assemblée nationale législative vote un secours d'urgence de 3 000 livres en faveur de blessés et des veuves « de ceux qui ont été tués en combattants les contre-révolutionnaires de Châtillon »,. L'administration du district de Châtillon-sur-Sèvre est également transférée à Bressuire,.
Les combats de Bressuire constituent un prélude à la guerre de Vendée, qui éclate quelques mois plus tard, en mars 1793, en réaction à levée en masse. Éprouvées par la répression d'août 1792, les paroisses du district de Bressuire ne participent pas immédiatement à la nouvelle insurrection. Ce n'est qu'en avril 1793 qu'elles finissent par reprendre les armes pour se joindre à la rébellion vendéenne.